# Macarena Lobos
Macarena del Carmen Lobos Palacios (Providencia, 25 de noviembre de 1971) es una abogada y política chilena. Desde el 10 de marzo de 2025 se desempeña como ministra secretaria general de la Presidencia de su país, bajo el gobierno del presidente Gabriel Boric. Hasta su nombramiento como ministra se desempeñó como subsecretaria de la misma cartera, y entre septiembre de 2017 y marzo de 2018 ejerció como subsecretaria de Hacienda, durante el segundo gobierno de la presidenta Michelle Bachelet.

## Familia y estudios
Nació en la comuna capitalina de Providencia el 25 de noviembre de 1971, hija de Aliro Humberto Lobos Díaz y María Soledad Amelia Palacios Blanco. Es abogada y licenciada en ciencias jurídicas y sociales de la Universidad de Chile, cuenta además con un diplomado en estudios avanzados y un doctorado en derecho en la Universidad Complutense de Madrid.

## Trayectoria profesional y política
A mediados de los años 1990, se desempeñó como ayudante de la cátedra de Derecho del Trabajo en la Facultad de Derecho de la Universidad de Chile.
Entre 1998 y 2006 trabajó como asesora en materias laborales y previsionales en el Ministerio del Trabajo y Previsión Social, durante los gobiernos de Eduardo Frei Ruiz-Tagle y Ricardo Lagos.
Posteriormente, desde 2006 hasta 2010, ejerció como asesora jurídica de la Dirección de Presupuestos (Dipres), dependiente del Ministerio de Hacienda, bajo la primera administración de la presidenta Michelle Bachelet. Luego ejerció el cargo de secretaria ejecutiva del «Programa de Asesoría Legislativa» de Cieplan, asesorando a diversos parlamentarios en la tramitación de los principales proyectos vinculados a temas económico-sociales.
Desde marzo de 2014 se desempeñó como coordinadora legislativa del ministro de Hacienda, liderando la estrategia para viabilizar los diversos proyectos de ley que impulsaba esa cartera. En septiembre de 2017 asumió como subsecretaria de Hacienda, designación en la que sirvió hasta marzo de 2018. Al dejar el gobierno, se sumó como asesora externa al equipo del Consejo Resolutivo de Asignaciones Parlamentarias del Congreso Nacional. Simultáneamente se desempeña como docente del Magíster en Políticas Públicas de la Escuela de Gobierno de la Pontificia Universidad Católica (PUC) y como panelista especialista en temas regulatorios de Pauta de Negocios, de Radio Pauta.
En enero de 2020 —durante el segundo gobierno de Sebastián Piñera— fue convocada por el Ministerio de Hacienda para integrar, junto a otros expertos, la Comisión de Gasto Público, instancia que tras un año de trabajo propuso un conjunto de medidas para mejorar la transparencia, calidad e impacto del gasto público.
En 2021 se postuló para un cupo por el distrito n° 10 (correspondiente a las comunas de Santiago, Ñuñoa, Macul, La Granja, Providencia y San Joaquín), en la Convención Constitucional, mediante una candidatura independiente, dentro del pacto Independientes No Neutrales, pero no resultó electa en la elecciones del 15 y 16 de mayo de ese año.
En julio de 2021 también coordinó el equipo programático de la candidata presidencial de la coalición Nuevo Pacto Social, Yasna Provoste (PDC). En esa calidad, fue parte del acuerdo de convergencia programática con el equipo programático del candidato presidencial —en la segunda vuelta electoral de esa elección— Gabriel Boric, en materias fiscales, tributarias y previsionales.
A fines de enero de 2022, fue anunciada como subsecretaria General de la Presidencia por el entonces presidente electo Gabriel Boric (luego de resultar vencedor en la elección de diciembre), cargo que asumió en marzo de ese año, con el inicio de la administración de Boric. Entre el 4 y el 10 de marzo de 2025 asumió como ministra secretaria general de la Presidencia, en calidad de subrogante, a raíz de la renuncia del ministro Álvaro Elizalde, quien fue designado ministro del Interior y Seguridad Pública, tras la renuncia de la exministra Carolina Tohá. El 10 de marzo de 225 fue ratificada como titular de su cargo.

## Historial electoral

### Elecciones de convencionales constituyentes de 2021
- Elecciones de convencionales constituyentes de 2021, para convencional constituyente por el distrito 10 (La Granja, Macul, Ñuñoa, Providencia, San Joaquín, Santiago)[9]